# Marpingen
Marpingen is een gemeente in de Duitse deelstaat Saarland, en maakt deel uit van de Landkreis St. Wendel.
Marpingen telt 9.961 inwoners.

## Afbeeldingen

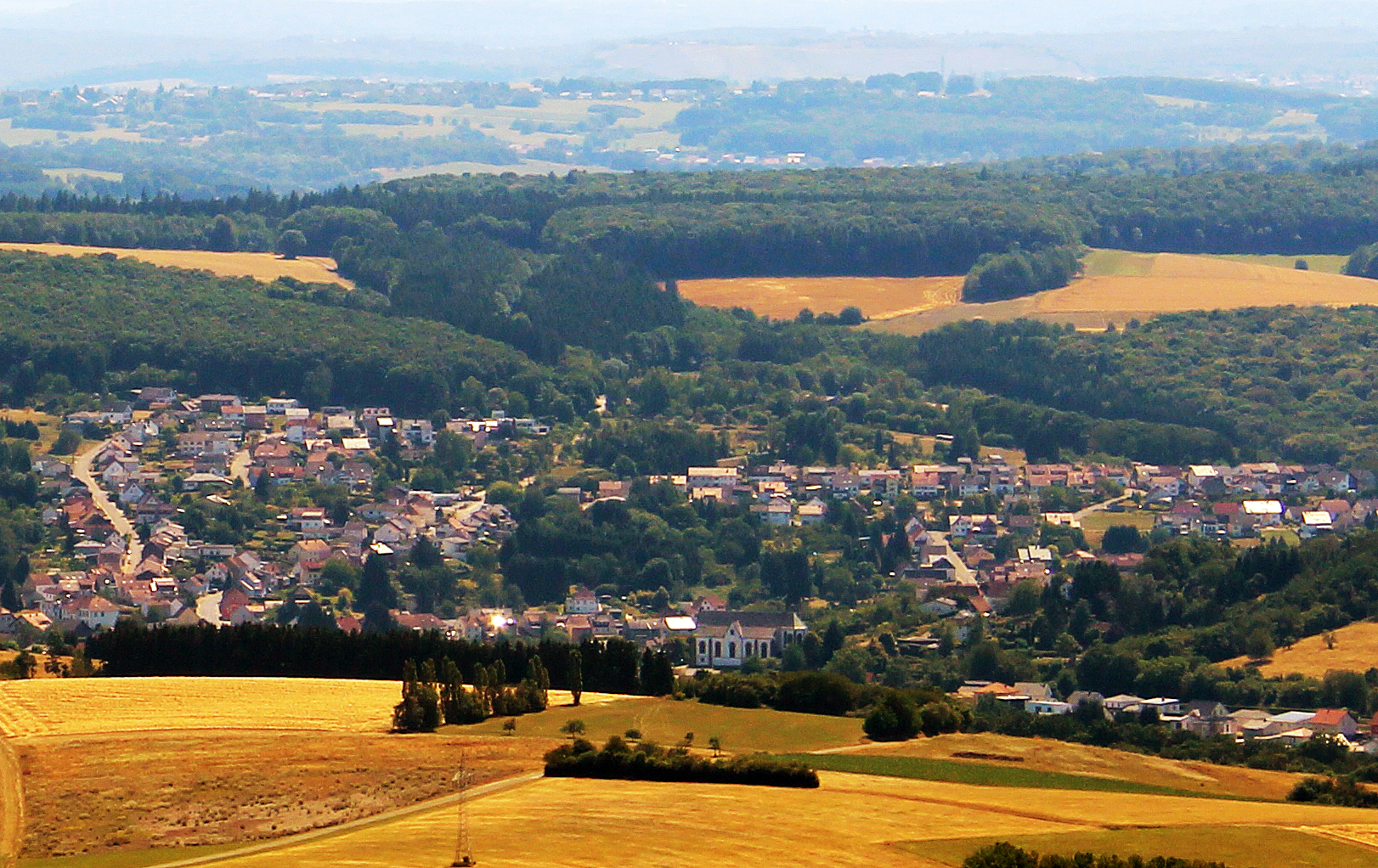
Gezicht op Marpingen
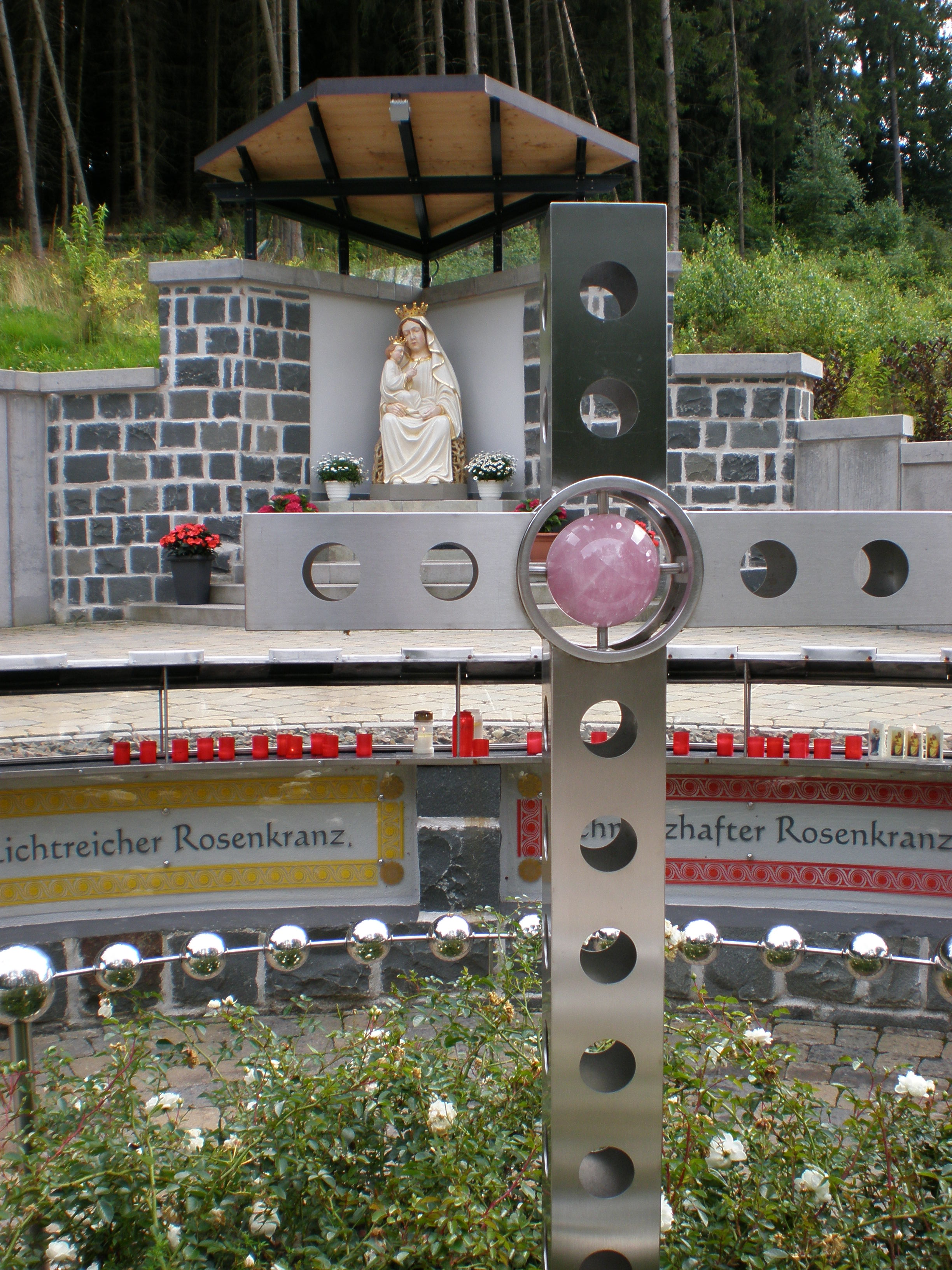
Mariabeeld
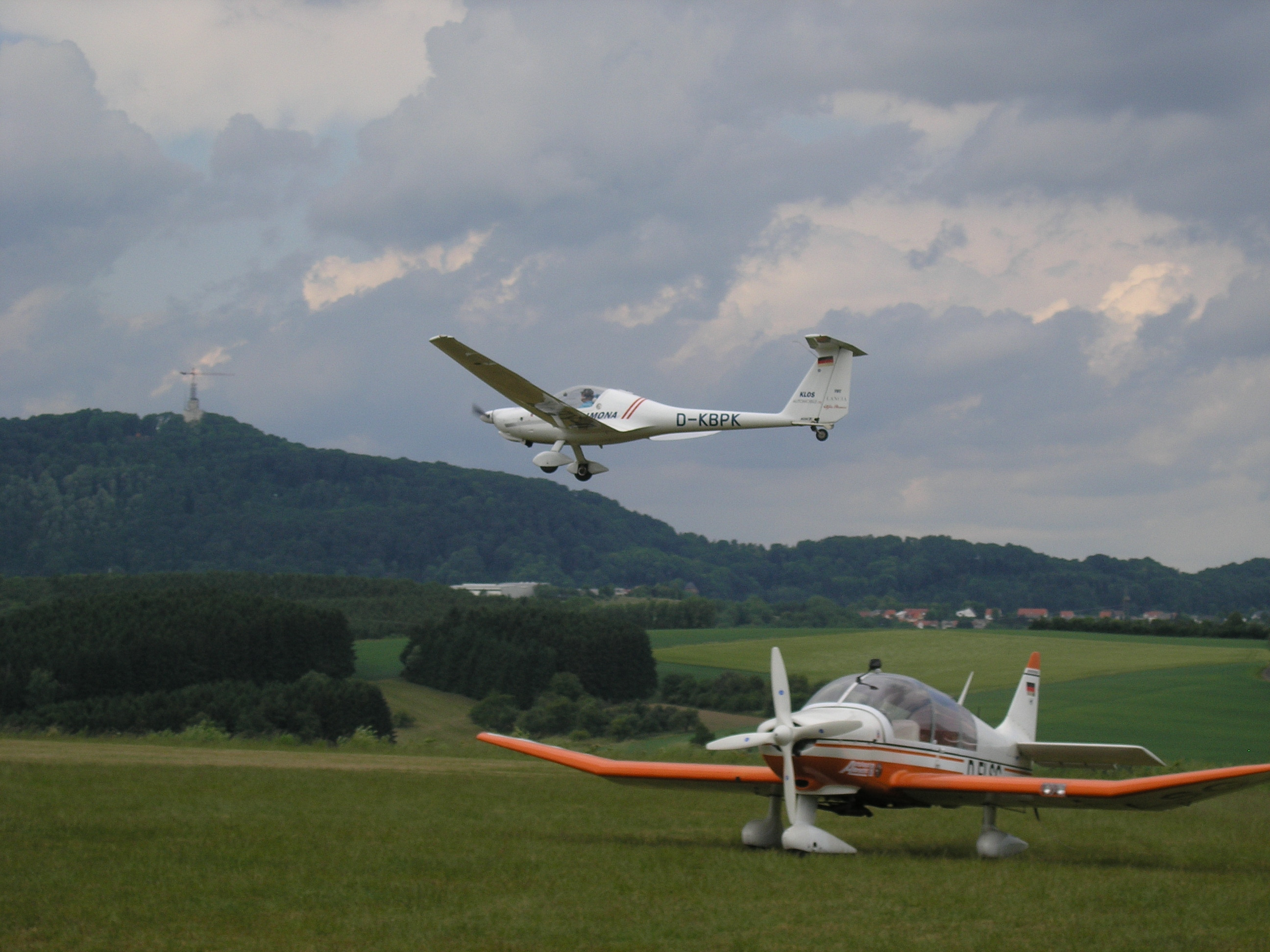
Zweegvliegterrein

Freisen ·
Marpingen ·
Namborn ·
Nohfelden ·
Nonnweiler ·
Oberthal ·
St. Wendel (stad) ·
Tholey